# Dětkovice (ort i Tjeckien, Södra Mähren)
Dětkovice är en ort i Tjeckien.   Den ligger i regionen Södra Mähren, i den östra delen av landet, 220 km öster om huvudstaden Prag. Dětkovice ligger 271 meter över havet och antalet invånare är 265.
Terrängen runt Dětkovice är platt åt nordväst, men åt sydost är den kuperad. Terrängen runt Dětkovice sluttar norrut. Runt Dětkovice är det ganska glesbefolkat, med 43 invånare per kvadratkilometer. Närmaste större samhälle är Kroměříž, 18,2 km öster om Dětkovice. Trakten runt Dětkovice består till största delen av jordbruksmark.